# Dunsnavelbuulbuul
De dunsnavelbuulbuul (Stelgidillas gracilirostris synoniem: Andropadus gracilirostris) is een zangvogel uit de familie van de buulbuuls en het monotypische geslacht Stelgidillas. 

## Kenmerken
De dunsnavelbuulbuul is 20 tot 21 cm lang, de vogel is van boven dof olijfkleurig groen en van onder grijs, naar de keel toe wat lichter grijs tot wit.

## Verspreiding en leefgebied
De dunsnavelbuulbuul is een typische bosvogel die leeft in een groot aantal typen bos, zowel regenwoud als dicht struikgewas in cultuurland of bossavanne. De vogel komt voor in westelijk en centraal Afrika en telt twee ondersoorten:
- S. g. gracilirostris: van Senegal en Guinee-Bissau tot zuidelijk Zuid-Soedan, westelijk Kenia, westelijk Tanzania, het zuidelijk-centraal Congo-Kinshasa en noordwestelijk Angola.
- S. g. percivali: centraal Kenia.

## Status
De dunsnavelbuulbuul heeft een groot verspreidingsgebied in een groot aantal landen  en daardoor is de kans op de status kwetsbaar (voor uitsterven) uiterst gering. De grootte van de populatie is niet gekwantificeerd, maar de vogel is plaatselijk algemeen, daarom staat deze buulbuul als niet bedreigd op de Rode Lijst van de IUCN.